# Jussistatyetten för bästa film
Jussistatyetten för bästa film (finska: Parhaan elokuvan Jussi) delas ut sedan 1987 som en av Jussistatyettens kategorier. Priset ska gå till det föregående årets bästa finländska långfilm på bio. Mottagare var vid första utdelningen filmens regissör, därefter delades priset mellan regissör och producent, och sedan 2007 tillfaller priset endast producenten.

## Pristagare
Följande filmer har tilldelats priset:
| År   | Svensk titel                 | Ursprungstitel                | Mottagare                                                             | Övriga nominerade                                                       |
| ---- | ---------------------------- | ----------------------------- | --------------------------------------------------------------------- | ----------------------------------------------------------------------- |
| 1987 | Skuggor i paradiset          | Varjoja paratiisissa          | Aki Kaurismäki                                                        |                                                                         |
| 1993 | Den förlorade sonen          | Tuhlaajapoika                 | Veikko Aaltonen (r) och Aki Kaurismäki (p)                            |                                                                         |
| 1994 | Lyckans land                 | Onnen maa                     | Markku Pölönen (r) och Kari Sara (p)                                  |                                                                         |
| 1995 | Tatjana                      | Pidä huivista kiinni, Tatjana | Aki Kaurismäki                                                        |                                                                         |
| 1996 | Kivenpyörittäjän kylä        | Kivenpyörittäjän kylä         | Markku Pölönen (r) och Kari Sara (p)                                  |                                                                         |
| 1997 | Moln på drift                | Kauas pilvet karkaavat        | Aki Kaurismäki                                                        |                                                                         |
| 1998 | En helt sjuk värld           | Sairaan kaunis maailma        | Jarmo Lampela (r) och Mika Ritalahti (p)                              |                                                                         |
| 1999 | Sommaren vid älven           | Kuningasjätkä                 | Markku Pölönen (r) och Kari Sara (p)                                  | - En anständig tragedi - Eldslukaren                                    |
| 2000 | Bakhåll                      | Rukajärven tie                | Olli Saarela (r), Marko Röhr (p) och Ilkka Y.L. Matila (p)            | - Finnjävlar - Blindbock - Med kärlek, Maire                            |
| 2001 | Sju sånger från tundran      | Seitsemän laulua tundralta    | Anastasia Lapsui (r), Markku Lehmuskallio (r) och Tuula Söderberg (p) | - Bad luck love - Badding - Rädslans geografi                           |
| 2002 | Joki                         | Joki                          | Jarmo Lampela (r) och Riikka Poulsen (p)                              | - Cyclomania - På vägen till Emmaus - Jag och Morrison                  |
| 2003 | Mannen utan minne            | Mies vailla menneisyyttä      | Aki Kaurismäki (r) och Ilkka Mertsola (p)                             | - Höhatten och Filttoffeln - Kuutamolla                                 |
| 2004 | Uppsving                     | Nousukausi                    | Johanna Vuoksenmaa (r) och Lasse Saarinen (p)                         | - Helmiä ja sikoja - Stygga pojkar                                      |
| 2005 | Koirankynnen leikkaaja       | Koirankynnen leikkaaja        | Kari Sara (p) och Markku Pölönen (r)                                  | - Hela vägen - Pelikanmannen                                            |
| 2006 | Fruset land                  | Paha maa                      | Markus Selin (p) och Aku Louhimies (r)                                | - Flicka, du är en stjärna                                              |
| 2007 | Ljus i skymningen            | Laitakaupungin valot          | Aki Kaurismäki                                                        | - Revolution - Frusen stad                                              |
| 2008 | Svart is                     | Musta jää                     | Kai Nordberg och Kaarle Aho                                           | - Ett mansjobb - Tali-Ihantala 1944                                     |
| 2009 | Niko - På väg mot stjärnorna | Niko – Lentäjän poika         | Petteri Pasanen och Hannu Tuomainen                                   | - Katastrofin aineksia - De mörka fjärilarnas hem                       |
| 2010 | Post till pastor Jakob       | Postia pappi Jaakobille       | Lasse Saarinen och Rimbo Salomaa                                      | - Förhöret - Här under Polstjärnan                                      |
| 2011 | Lappland Odyssé              | Napapiirin sankarit           | Aleksi Bardy                                                          | - Rare exports - Taulukauppiaat                                         |
| 2012 | Mannen från Le Havre         | Le Havre                      | Aki Kaurismäki                                                        | - Hiljaisuus - Den goda sonen                                           |
| 2013 | Snart 18                     | Kohta 18                      | Maarit Lalli                                                          | - Miss Farkku-Suomi - Niko 2 - lentäjäveljekset - Utrensning - Vuosaari |
| 2014 | Betongnatt                   | Betoniyö                      | Pirjo Honkasalo                                                       | - 8-Pallo - Låt mig berätta - Lejonhjärtat - Över mörka vatten          |
| 2015 | De har flytt                 | He ovat paenneet              | J-P Valkeapää                                                         | - Sommarkompisar - Kverulanten - Päin seinää                            |
| 2016 | Fäktaren                     | Miekkailija                   | Klaus Härö                                                            | - Armi lever! - Big game - Häiriötekijä - Toiset tytöt                  |